# Ternes (metrostation)
Ternes is een station van de metro in Parijs langs metrolijn 2, in het 17e arrondissement. De naam is afgeleid van een middeleeuwse hoeve, die vroeger Villa Externe genoemd werd.

## Geschiedenis
Het station werd geopend op 7 oktober 1902, bij de uitbreiding van metrolijn 2 van station Étoile (het huidige station Charles de Gaulle - Étoile) tot station Anvers.

## Aansluitingen
- Bus (RATP): 30 - 31 - 43 - 93

Porte Dauphine · 
Victor Hugo · 
Charles de Gaulle - Étoile · 
Ternes · 
Courcelles · 
Monceau · 
Villiers · 
Rome · 
Place de Clichy · 
Blanche · 
Pigalle · 
Anvers · 
Barbès - Rochechouart · 
La Chapelle · 
Stalingrad · 
Jaurès · 
Colonel Fabien · 
Belleville · 
Couronnes · 
Ménilmontant · 
Père Lachaise · 
Philippe Auguste · 
Alexandre Dumas · 
Avron · 
Nation